# Eresus walckenaeri
Eresus walckenaeri Brullé, 1832 è un ragno appartenente alla famiglia Eresidae.

## Distribuzione
La specie è stata reperita in diverse località dell'area mediterranea.

## Tassonomia
Non sono stati esaminati esemplari di questa specie dal 2012.
Attualmente, a dicembre 2013, è nota una sola sottospecie:
- Eresus walckenaeri moerens C. L. Koch, 1846 - Afghanistan